# Gabe Levin
Gabe Levin (Oak Park (Illinois), 2 de agosto de 1994) es un baloncestista estadounidense que pertenece a la plantilla de los Stockton Kings de la NBA G League. Con 2,01 metros de estatura, juega en la posición de alero.

## Trayectoria deportiva
Jugó cuatro temporadas en los Long Beach State 49ers y tras no ser elegido en el Draft de la NBA de 2018, debutó como profesional en las filas del Bnei Herzliya israelí.
El 3 de noviembre de 2022, Levin fue incluido en la lista de la noche de apertura de los South Bay Lakers.
El 2 de febrero de 2024 fichó por los Stockton Kings.